# Закони Ліцинія і Секстія
Закони Ліцинія і Секстія (лат. Leges Liciniae Sextiae) — це закони, запропоновані у 375 р. до н. е. народними трибунами Гаєм Ліцинієм Кальвом Столоном та Луцієм Секстієм Латераном. Було висунуто три рогації, тобто законопроєкти, які стосувались виплати боргів, великого землеволодіння та магістратур. Спочатку сенат зустрів рогації народних трибунів різким спротивом, але у 368 році до н. е. було прийнято два закони, а в 367 році до н. е. третій, тоді ж було ухвалено закон, що стосувався священної книги Сивіли з Кум.
Закони Ліцинія та Секстія були одними із найважливіших етапів боротьби патриціїв і плебеїв — основного питання внутрішньої політики Римської республіки. Часто історики ухвалою цих актів завершують першу, патриціанську, добу патриціансько-плебейського протистояння, але деякі дослідники, зокрема радянські вчені С. Ковальов та В. Кузіщін, продовжують його аж до законів Гортензія (287 р. до н. е.)

## Передумови
Рогації Ліцинія і Секстія були одним із фінальних етапів боротьби патриціїв і плебеїв. Головною метою цього протистояння був доступ плебеїв до фундаментальних сфер життя римського суспільства: політичної та аграрної, — а також відміна боргової кабали.
Протягом V ст. до н.е. було безліч невдалих спроб реформувати римські аграрні закони і забезпечити розподіл нещодавно завойованих територій серед плебсу. У ряді випадків ці реформи були підтримані плебейськими трибунами, але безуспішно: патриції відстоювали своє право на державну землю.
У політичній сфері зміни проводились активніше, наприклад, 449 року до н.е. було ухвалено закони Валерія та Горація, ними закріплювалась обов'язковість виконання постанов плебісциту для всіх: як патриціїв, так і плебеїв. Але плебеї досі не мали доступу до ключових магістратур претури і консулату.
Загострення проблеми боргової кабали відбулось після нападу галлів 390 року до нн.е. Розорення, що було спричинене набігом кельтських племен, призвело до зростання заборгованості у плебейського населення. До боротьби з нею долучались навіть патриції. Марк Манлій Капітолійський, за свідченням Лівія, був «перший з патриціїв прихильником народу» і в 385 році до н.е. очолив плебейських рух. Для придушення народних заворушень було навіть призначено диктатора. Номінальною причиною для установлення диктатури була війна з вольськами. Марк Фурій Камілл, диктатор, наказав заарештувати Манлія, але сенат звільнив його в зв'язку з погрозами плебсу зруйнувати в'язницю. Патриції і багата частина плебеїв застосувала інший спосіб, щоб позбутись колишнього героя Риму. Його звинуватили у бажанні захопити царську владу. Манлія Капітолійського було засуджено на смерть постановою народних зборів, адже за Законами Дванадцяти таблиць постанову про смертну кару могли виносити тільки коміції. За іншими джерелами Манлія судила екстраординарна судова комісія. В будь-якому разі, героя оборони Риму від галлів було скинуто з Тарпейської скелі, південно-західного схилу Капітолійського пагорба (384 м).
Всі три причини боротьби патриціїв і плебеїв — зростання заборгованості, недостача землі і відсутність доступу до головних магістратур — були винесені на порядок денний народними трибунами Ліцинієм Кальвом Столоном та Луцієм Секстієм Латераном у 375 році до н.е. під час їх першого трибунату.

## Зміст законів Ліцинія і Секстія
Lex de aere alieno. Закон про борги. Цей закон передбачав, що відсотки, вже сплачені за борг, повинні бути зараховані як повернення основної суми, а виплата решти позики поділяється на три рівні платежі, які вносились щорічно.
В цілому, заборгованість була однією з основних проблем серед плебеїв, особливо серед дрібних фермерів. Це призводило до конфліктів з патриціями — власниками великих земельних маєтків та кредиторами селян, які в свою чергу не могли виплатити позики. Як наслідок, щоб надати певну допомогу та захист від держави для боржників, за весь період існування Римської республіки було прийнято декілька законів, серед яких і знамениті Закони Дванадцяти таблиць, які регулювали обсяг кредитів чи відсоткові ставки за ними.
Lex de modo agrorum. Закон про землю. Цей закон обмежував приватне землеволодіння державною землею. Усі наділи державної землі обмежувались 500 югерів (300 акрів). Також заборонялось виганяти на публічні пасовища більше, ніж 100 голів великої рогатої худоби чи 500 голів дрібної.
Слід зазначити, що норма в 500 югерів може здатись надто високою для тогочасного Риму, але оскільки в ході третьої вейської війни (405—396 рр до н. е.) до Республіки було приєднано етруське місто Вейї, число «500 югерів» стає досить реалістичним.
Як і боргова кабала, дефіцит землі був серйозною проблемою для плебеїв. Людям, що мали римське громадянство, але не були патриціями, було надано лише 2 югера земельної ділянки державної землі — ager publicus, в той час як патриції стали великими землевласниками. Закони Ліцинія і Секстія надали плебеям доступ до ager publicus, а також обмежили процес розширення своїх володінь патриціями. Обмеження кількості поголів'я та, таким чином, розмірів пасовищ на державних землях було пов'язано з тим, що чим більше худоби випасалось, тим більше території було необхідно, як наслідок, зменшувався розмір потенційних земельних наділів плебеїв. Для перерозподілу землі було створено комісію з трьох осіб — тріумвірат. Після ухвалення законів плебеї отримували ділянку в 7 югерів.
Цей закон з чотирьох, прийнятих в ході трибунату Ліцинія і Секстія, згадується в багатьох античних авторів, зокрема у Варрона, Тита Лівія, Аппіана, а також обмеження володіння ager publicus фігурує в аграрному русі братів Гракхів.
Lex de consule altero ex plebe (et de praetore ex patribus creando?). Закон про магістратури. Цей закон передбачав скасування посади військових трибунів з консульськими повноваженнями. Замість них римське суспільство повинно було знову повернутись до практики призначення консулів, але тепер один з них мав бути плебеєм. За Лівієм, магістратура преторства була повністю оновлена. Тепер претором називалась друга після консула посада, в повноваження якої входив суд, ведення кримінальних процесів та призначнення суддів в цивільних справах. Спочатку магістратура претора була патриціанською.
Лише у 337 році до Р. Х. плебеї отримали доступ до інституту претури. Першим плебейским претором був Квінт Публілій Філон.
Також до цього законопроєкту входило створення курульної патриціанської магістратури едилів, таким чином після прийняття його в Римі обирались два едили з плебеїв та два едили з патриціїв.
Втім, деякі історики не погоджуються з таким трактуванням третьої рогації Ліцинія і Секстія. Наприклад, С. Ковальов, стверджує, що до двох преторів, що вже існували та виконували функції консулів, додавався третій. Старший і молодший претори замінювались військовими трибунами з консульською владою і, як відомо, магістратура претора була лише патриціанською. За рогацією Ліцинія, третій претор повинен був обиратись лише з плебеїв і мати повноваження, що дорівнювали старшому патриціанському претору. Таким чином, два претори, що представляли різні групи римського суспільства, утворили нову магістратру і називалися «претори-консули» або просто «консули». Молодшому ж патриціанському претору були присвоєні повноваження судової влади, він не входив до нової колегії і зберіг свою стару назву.
Протягом свого десятого терміну несення повноважень народних трибунів Ліциній і Секстій запропонували ще одну рогацію, що стосувалась релігійного життя Риму
Lex de Decemviri Sacris Faciundis. Закон про священну колегію децемвірів. Ця рогація передбачала заміну колегії дуумвірів на колегію децемвірів. Колегія дуумвірів, що складалась із двох патриціїв, виконувала функції жертвопринесень, а також охорони священних книг Сивіли, яку переглядали і радились з нею у випадку голоду, війни чи інших небезпек для міста. З книгами Сивіли пов'язана легендарна традиція: останній цар Риму Тарквіній Гордий купив цю книгу в оракулки-сивіли з грецького поліса Куми, що поблизу Неаполя, на 120 кілометрів південніше Риму. Провісниця прийшла до царя, запропонувавши йому купити 9 пророцтв за величезну ціну, він не погодився. Тоді сивіла спалила три з них і повернулась із тією ж пропозицією. Тарквіній знову відмовився. Коли через деякий час оракулка з'явилась до царя втретє, погрожуючи, що спалить останні три пророцтва, то він не міг не погодитись. Так чи інакше, доступ до цих книг спочатку мали лише патриції, закон же Ліцинія і Секстія скасовував цю ексклюзивність. Він передбачав створення колегії із десяти жерців (децемвірів) як заміну дуумвірів. П'ять з них повинні були бути патриціями, а п'ять — плебеями. Це порушувало монополію патриціїв на доступ до жрецьких посад. Плебеї отримали змогу брати участь у релігійному житті Риму.

## Боротьба за прийняття
За Лівієм, Гай Ліціній та Луцій Секстій запропонували три законопроєкти перед плебісцитом (зборами плебеїв) у 375 р. до Р. Х. Два з них стосувались земельного та боргового питань, які були нагальними для вирішення. Третя рогація стосувалась скасування магістратури військових трибунів з консульською владою, часто можна зустріти ще назву консульські трибуни. Вони періодично виконували функції консулів і володіли імперієм. Законопроєкт Ліцинія і Секстія передбачав відновлення консулів та допуск плебеїв до консульства (один з двох консулів повинен бути плебеєм)
Детальніше у розділі «Зміст законів».
Остання законодавча ініціатива створила жорстку опозицію патриціям, які мали значну політичну владу внаслідок монополізації консульства та місць сенату. Патриціанське населення Риму вважали своєю винятковою прерогативою займати вищі магістратури, а концепція співпраці з плебеями у політичній сфері була для них недопустимою. Першим способом, що використали патриції для саботування прийняття рогацій Ліцинія і Секстія, було переконування інших плебейських трибунів накласти вето на голосування за цим законопроєктом. У відповідь Гай Ліціній та Луцій Секстій скористались своїм правом вето на вибори консульських трибунів упродовж п'яти років підряд, до 370 р. до Р. Х. Цього року в зв'язку із надзвичайними обставинами: нападом вольськів з Велітр на Тускул, — військових трибунів все ж було обрано.
У 368 р. до Р. Х. римські війська повернулися з Велітр, і сенат призначив Марка Фурія Камілла на посаду диктатора (начальник кінноти — Луцій Емілій). Камілл рішуче виступав проти законопроєктів народних трибунів і навіть погрожував послати лікторів, щоб розігнати плебеїв, однак він пішов у відставку. Лівій зазначає, що це через знамення перед виборами. На плебісциті були прийняті рогації про землю та борги, але законопроєкт про плебейських консулів був відхилений. Ліциній і Секстій рішуче виступали за ухвалення останнього. Як наслідок, був призначений інший диктатор, Публій Манлій Капітолін. Однак він не виправдав очікувань сенату та призначив плебея, Гая Ліцинія, родича народного трибуна Ліцинія, його начальником кінноти.

## Прийняття та наслідки
Коли прийшов час виборів плебейських трибунів, Гай Ліциній та Луцій Секстій запевнили, що не будуть наполягати на своєму переобранні, але вони були вибрані вдесяте. Це означало, що закон про доступ плебеїв до консульства буде ухвалено. Окрім нього, також було затверджено закон про священні книги сивіли.
У 367 році до Р. Х. Марк Фурій Камілл був знову призначений диктатором, на цей раз для боротьби з галлами, які вторглись на територію поблизу Риму. Сенат, знесилений кількома роками внутрішньої боротьби, схвалив пропозиції народних трибунів, і вперше відбулись вибори консулів з висуванням кандидатури плебея. Луцій Сектій Латеран став першим плебейським консулом. Патриції відмовилися підтвердити результати цього голосування. Піднялась чергова хвиля невдоволень, а плебеї були близькі до ще однієї сецесії. Марк Фурій Камілл, що був вдруге обраний на посаду диктатора, заспокоїв заворушення. Було досягнуто компроміс: плебеї отримували одне з консульських місць, а претор залишався патриціанською посадою
Значення законів Ліцинія і Секстія важко переоцінити. Плебеї отримали право обиратись консулами, що давало їм доступ до активного політичного життя, також вони змогли позбутись непомірних відсотків оплати за борги, а ще отримали доступ до ager publicus в подальшому етапі існування Римської Республіки
Ще одним результатом рогацій було сприяння виникненню патриціансько-плебейської верхівки, і цим спричинилось певне полегшення стану бідних верств населення. Плебісцит прийняв аграрні та боргові закони, які відповідали інтересам бідних плебеїв. Важливо зазначити, що закон про консульство, за думкою Т.Дж. Корнелла, сприяв інтеграції плебеїв в суспільство патриціїв, він стверджує, що ті, що виступали проти закону про консульство, мали вагомі підстави вважати його підозрілим, оскільки «закони, як вони вірили, певною мірою руйнують плебейський рух». Плебейський рух втратив свою ідентичність, а посаду народного трибуна почали сприймати лише як крок до консульства.